# De Proosdijlanden
De Proosdijlanden was een groot fusiewaterschap in de Nederlandse provincie Utrecht. Het is in 1976 ontstaan uit de voormalige waterschappen :
1. Baambrugge Oostzijds
2. Baambrugge Westzijds
3. Blokland onder Mijdrecht en Zevenhoven
4. Botshol
5. Broekzijdsche waterschap
6. Buitendijksche Oosterpolder onder de gemeenten Nieuwveen en Mijdrecht
7. Buiten-Westerpolder (Oude-Westerpolder)
8. Derde bedijking der Mijdrechtse droogmakerij
9. Eerste bedijking der Mijdrechtse droogmakerij
10. Groot en Klein Oud-Aa
11. Groot-Mijdrecht
12. Grootwaterschap de Ring der Ronde Venen
13. Groot-Wilnis-Vinkeveen
14. Kromme Mijdrecht
15. Nellestein
16. Noordse buurt
17. Oukoop
18. Tweede bedijking der Mijdrechtse droogmakerij
19. Waardassacker en Holendrecht
20. Wilnis-Veldzijde
21. Zevenhoven

De Proosdijlanden ging in 1991 verder als deel van het waterschap Amstel en Vecht.